# Casal
Metalurgia Casal var en av de största tillverkarna av motorcyklar i Portugal, grundad i Aveiro 1953.  
Bland företagets första produkter återfanns jordbruksmotorer, men de övergick under 1960 till att producera mopeder och motorcyklar. Från 1966 tillverkade företaget en egen motor, Casal-motorn, som är en modifierad variant av Zündapp-motorn och som kom att byggas i en mängd modeller. 
I början på 1970-talet började Casal också exportera sina produkter. Man planerade också biltillverkning, men av detta blev inget. I takt med den ökade köpkraften i hemlandet Portugal, som var den viktigaste marknaden, avtog försäljningen av mopeder och motorcyklar till förmån för nya bilar och bolaget gick i konkurs i februari 2000. Företagets mopeder såldes i Sverige mellan 1975 och 1986 av olika generalagenter. 

## Moped- och motorcykeleran
Företagsledaren João Casal träffade representanter för Zündapp vid en mässa i Hannover i början av 1960-talet och började därefter bygga mopeder med Zündappmotorer, dock endast för förproduktion och testverksamhet. 
Första egna modellen var den fyrväxlade 50 cc-skotern Casal S170 Carina. Casal expanderade sedan tillverkningen till att inkludera mopeder och motorcyklar. Den första hette K181 och var precis som Carina på 50 cc. Övriga 50 cc-modeller som tillverkades: K168S och SS (båda BOSS), K180.4 (fläktkyld), K181S, K182, K182S, K185SS, K188, K191 (som K190 men med kromad tank, utan pakethållare, 5-växlad och kraftiga bromsar. Toppfart 95 km/h), enduromaskinen K506, K551, RZ50 -de tre sistnämnda 6-växlade. 125 cc-modeller: K270, K276 (enduro) och K276S (Cross).  

### Export
I början på 1970-talet började Casal också exportera sina produkter.  

#### Sverige
I Sverige såldes modellerna K190 mellan 1975 och 1986 samt K190 SPORT mellan 1980 och 1986, båda fyrväxlade. Dessa var exportmodeller som i grunden baserades på Casal K181 och skillnaden mellan dem var att SPORT hade större tank, dubbelverkande 140 mm bromsar (enkelverkande 120 mm på K190), och riktig instrumentpanel med varvräknare och varningslampor. Svenska motorn, typ M150SW, där SW står för den strypta motorn (Sweden), var en fyrväxlad Casalmotor men med cylinder från en femväxlad. Förgasaren, Bing 1/9/53, var unik för Sverige. Tändningen var från Bosch och elsystemet hade batteri till blinkers, bromsljus och tuta. Tillgängliga färger för såväl sport som standard var röd, blåmetallic och guldmetallic. Senare utföranden av sportmodellen hade även silvermetallic som färgtillval. 
I slutet på 1970-talet hade svensk polis synpunkter på att Casal-mopederna gick väldigt fort, vilket resulterade i att en kraftigare svensk strypning infördes på 1979 års modell, innehållande bland annat ny cylinder och smalare 21 mm avgasrör istället för originalets 30 mm. I övrigt var modellerna i stort sett oförändrade, men tank- och sidokåpsdekalerna förändrades genom åren.
Enligt uppgift på en portugisisk hemsida såldes cirka 18000 mopeder i Sverige. De flesta lär ha sålts på 1970 och 80-talet, innan japanerna tog över svenska mopedmarknaden. Yamaha inspirerandes av Casal när man konstruerade sin FS1. Likheterna, förutom motorn, är slående. Det såldes också trimsatser för 1.600:- vilka innehöll ostrypt cylinder och kolv, ostrypt avgasrör à 40 mm, rör till ljuddämparen och utgångsdel som gav en total effekt på totalt 5.5 HK, och annan drevning på bakhjulet så man kunde uppnå hela 65 km/tim i hastighet.

#### Svenska importörer
Svensk importör var från 1975 Svenska Cykelfabriken i Lomma och mopeden såldes av OK-mackarna runt om i landet. När den kom till Sverige 1975 kostade den 3 685 kr och då ingick ett extra lås, en förarkurs samt en hjälm (hjälmlagen hade just införts i Sverige). År 1979 var priset 3 995 kr inklusive hjälm. Modernt utseende, starkt försäljningsnät och lågt pris var förklaringarna till att Casal snabbt blev populära i Sverige.
År 1985 togs agenturen för Casal mopederna över av Bilcity. B. Larsson i Sollentuna AB från Svenska Cykelfabriken i Malmö, då Svenska Cykelfabriken gick i konkurs 1984. Mopederna distribuerades av ett systerföretag till Bilcity AB, Citygruppen AB och Cykelcity AB, Tulegatan 35 i Stockholm. Mopederna såldes av dessa företag fram till 1988, då ägaren till Bilcity B. Larsson sålde sitt företag till andra ägare, Unexo AB, som var ett dotterbolag till Bilcity. B. Larsson i Sollentuna som hade agenturen fram till Metalurgias Casals konkurs 2020.

### I medier
En Casalmoped har en central roll i filmen Jönssonligan och Dynamit-Harry daterad 1982. Mopeden används som lockbete och körs utan ljuddämpare för att avleda polisen.